# Clypeosectus
Clypeosectus là một chi ốc biển, là động vật thân mềm chân bụng sống ở biểns trong họ Lepetodrilidae.

## Các loài
Các loài trong chi Clypeosectus gồm có:
- Clypeosectus curvus McLean, 1989[3]
- Clypeosectus delectus McLean, 1989[4]